# José Francisco Rezende Dias
José Francisco Rezende Dias (Brasópolis, 2 de abril de 1956) é um arcebispo católico brasileiro. É o atual arcebispo metropolitano de Niterói.

## Formação
Cursou Filosofia no Seminário Arquidiocesano de Pouso Alegre, em Minas Gerais (1973-1974) e depois Teologia no Instituto Teológico Sagrado Coração de Jesus, em Taubaté, São Paulo (1975-1978). 

## Presbiterato
Foi ordenado sacerdote no dia 10 de novembro de 1979. 
Especializou-se em teologia espiritual pelo Pontifício Instituto Teresianum, de Roma (1987-1989).

## Episcopado
No dia 28 de março de 2001 o Papa João Paulo II o nomeou bispo-auxiliar da Arquidiocese de Pouso Alegre, com a sede titular de Turres Ammeniae.
Aos 30 de março de 2005 foi nomeado bispo da diocese de Duque de Caxias, sucedendo a Dom Mauro Morelli.

## Arcebispo de Niterói
No dia 30 de novembro de 2011 o Papa Bento XVI o nomeou arcebispo da Arquidiocese de Niterói. Tomou posse no dia 12 de fevereiro de 2012 e recebeu o pálio das mãos do Papa Bento XVI no dia 29 de junho desse mesmo ano.